# Центральный округ ПВО
Центральный округ противовоздушной обороны — оперативно-стратегическое территориальное объединение Войск ПВО Вооружённых Сил СССР, а затем Вооружённых Сил России, существовавшее в период с 1945 года по 1946 год, для выполнения задач противовоздушной обороны административных и экономических объектов Советского Союза.

## Формирование округа
Центральный округ ПВО образован 25 октября 1945 года на базе Центрального фронта ПВО в связи с демобилизацией Союза ССР, и переходом Вооруженных Сил СССР на штаты мирного времени на основании Директивы Генерального штаба ВС СССР.

## История организационного строительства
- Управление воздушной обороны Москвы (с 25.04.1918 г.);
- 1-й отдельный территориально-позиционный зенитный артиллерийский дивизион (1924)
- 31-й отдельный зенитный артиллерийский дивизион (1924—1929);
- 1-я бригада ПВО (с 21.09.1929 г.);
- 1-я дивизия ПВО (с 17.08.1931 г.);
- 1-й корпус ПВО (с 11.01.1938 г.);
- Московская зона ПВО (с июня 1941 г.);
- Московский корпусной район ПВО (27.12.1941 г.)[2] в составе Московского военного округа;
- Московский фронт ПВО (с 5 апреля 1942 года)[3][4]
- Особая Московская армия ПВО (с 29 июня 1943 года)[5];
- Московская группа ПВО Центрального фронта ПВО (с 24 декабря 1945 г.)[6];
- Войска ПВО Москвы Центрального фронта ПВО (с марта 1945 г.)[6];
- Войска ПВО Москвы Центрального округа[7] (с 25 октября 1945 года);
- Войска ПВО Москвы Северо-Западного округа[8] (с 23 мая 1946 года);
- Московский район ПВО[9] (с 14 августа 1948 года);
- Московский округ ПВО[10] (с 20 августа 1954 года);
- Московский округ ВВС и ПВО (с 1998 года);
- Командование специального назначения(с 1 сентября 2002 года);
- Объединённое стратегическое командование воздушно-космической обороны (с 1 июля 2009 года);
- Командование противовоздушной и противоракетной обороны (с 1 декабря 2011 года);
- 1-я армия противовоздушной и противоракетной обороны (с 2015 года).

## Переформирование округа
Управление Центрального округа ПВО переформировано в Управление Северо-Западного округа ПВО 23 мая 1946 года в соответствии с Директивой Генерального штаба ВС СССР.

## Командующие
- генерал-полковник Громадин Михаил Степанович, с 25.10.1945 г. по 23.05.1946 г.

## Боевой состав округа
В состав округа вошли:
- Войска ПВО Москвы:
  - 1-я воздушная истребительная армия ПВО в составе:
    - 104-я истребительная авиационная дивизия ПВО;
    - 122-я истребительная авиационная дивизия ПВО;
    - 142-я истребительная авиационная дивизия ПВО;
    - 317-я истребительная авиационная дивизия;
    - 318-я истребительная авиационная дивизия;
    - 319-я истребительная авиационная дивизия;

  - зенитные артиллерийские дивизии, полки, дивизионы и центры:

| - 1-я гвардейская зенитная артиллерийская дивизия; - 52-я зенитная артиллерийская дивизия; - 74-я зенитная артиллерийская дивизия; - 76-я зенитная артиллерийская дивизия; - 78-я зенитная артиллерийская дивизия; - 80-я зенитная артиллерийская дивизия; - 96-я зенитная артиллерийская дивизия; |

| - 80-й гвардейский зенитный артиллерийский полк; - 48-й зенитный артиллерийский полк; - 108-й зенитный артиллерийский полк; - 387-й зенитный артиллерийский полк; - 389-й зенитный артиллерийский полк; - 393-й зенитный артиллерийский полк; - 532-й зенитный артиллерийский полк; - 1225-й зенитный артиллерийский полк; - 1287-й зенитный артиллерийский полк; - 126-й отдельный зенитный артиллерийский дивизион; - 132-й отдельный зенитный артиллерийский дивизион; - 292-й отдельный зенитный артиллерийский дивизион; - 3-й радиотехнический полк; - 6-й радиотехнический полк; - 43-й радиотехнический полк; - 57-й радиотехнический полк; - 59-й радиотехнический полк; - 61-й радиотехнический полк; - 62-й радиотехнический полк; - 63-й радиотехнический полк; - 67-й радиотехнический полк; - 83-й радиотехнический полк; - 84-й радиотехнический полк; - 65-я отдельная радиотехническая бригада; - 21-й отдельный радиотехнический центр дальней разведки и наведения; - 23-й отдельный радиотехнический центр дальней разведки и наведения; - 26-й отдельный радиотехнический центр дальней разведки и наведения; - 96-й отдельный полк радиотехнической разведки и помех; - 17-й отдельный дивизион аэростатов заграждения. |

- 16-й особый корпус ПВО (Ленинградская армия ПВО):
  - 2-й гвардейский истребительный авиационный корпус ПВО;
  - Выборгский бригадный район ПВО;
- 1-й корпус ПВО;
- 3-й корпус ПВО;
- 78-я дивизия ПВО;
- 80-я дивизия ПВО;
- 82-я дивизия ПВО;
- 16-я отдельная бригада ПВО.

## Базирование штаба
| Период                  | Город  |
| ----------------------- | ------ |
| 25.10.1945 - 23.05.1946 | Москва |